# Sīāh Cham
Sīāh Cham (persiska: سیاه چم) är en ort i Iran.   Den ligger i provinsen Lorestan, i den västra delen av landet, 400 km sydväst om huvudstaden Teheran. Sīāh Cham ligger 1 121 meter över havet och antalet invånare är 119.
Terrängen runt Sīāh Cham är varierad. Sīāh Cham ligger nere i en dal.Runt Sīāh Cham är det ganska tätbefolkat, med 72 invånare per kvadratkilometer. Närmaste större samhälle är Darmareh, 2,0 km nordväst om Sīāh Cham. Omgivningarna runt Sīāh Cham är i huvudsak ett öppet busklandskap.